# Вулканешты
Вулкане́шты (официальное название на русском языке — Вулкэне́шть; гаг. Valkaneş; рум. Vulcănești) — город в Молдавии, в Гагаузии, расположенный на реке Кагул.

## Название
Первоначально населённый пункт был назван Ветду, а впоследствии переименован в Волканешты — в честь одного из трёх братьев-армян Волкана, Вотдея и Карабета, которые были его основателями. Альтернативной версией названия города означает «копия Балкан» (гаг. Valkanes).

## География
Вулкэнешть — имеет территорию 15,26 км² находится в 180 км от столицы Молдавии, в 7 км от украинской границы и в 35 км от румынской границы.

### Климат
| Показатель                                           | Янв. | Фев. | Март | Апр. | Май  | Июнь | Июль | Авг. | Сен. | Окт. | Нояб. | Дек. | Год  |
| ---------------------------------------------------- | ---- | ---- | ---- | ---- | ---- | ---- | ---- | ---- | ---- | ---- | ----- | ---- | ---- |
| Средний суточный максимум, °C                        | 1,5  | 3,1  | 8,5  | 16,3 | 22,2 | 26,0 | 28,0 | 27,8 | 23,6 | 16,8 | 9,5   | 4,0  | 15,6 |
| Средняя температура, °C                              | −1,9 | −0,3 | 4,2  | 11,0 | 16,6 | 20,3 | 22,0 | 21,6 | 17,6 | 11,5 | 5,7   | 0,9  | 10,8 |
| Средний суточный минимум, °C                         | −5,2 | −3,6 | 0,0  | 5,8  | 11,1 | 14,6 | 16,1 | 15,5 | 11,6 | 6,3  | 2,0   | −2,1 | 6,0  |
| Норма осадков, мм                                    | 29   | 35   | 29   | 37   | 49   | 65   | 50   | 41   | 43   | 26   | 34    | 35   | 473  |
| Источник: http://ru.climate-data.org/location/28139/ |      |      |      |      |      |      |      |      |      |      |       |      |      |

## Демография
По данным переписи 2004 года, население города Вулкэнешть составляет 15 462 человека: 47,69 % — мужчины, 52,31 % — женщины.
Этнический состав: 70,25 % — гагаузы, 11,31 % — молдаване, 7,67 % — русские, 5,46 % — украинцы, 4,13 % — болгары, 0,08 % — цыгане, 0,01 % — евреи, 1,06 % — представители других национальностей (немцев, греков, сербов, белорусов, албанцев, азербайджанцев и др.). Согласно уложению Гагауз Ери в автономии действует три языка: румынский, гагаузский и русский.

## История
Первые сведения о городе упомянуты в конце ХІІІ столетия. Согласно проведённым в период с 1822 по 1828 год статистическим описанием вошедших в Российскую Империю земель Бессарабии, по состоянию на 1827 год, населённый пункт имел статус колонии и назывался Волканешты. Первоначально же, он являлся хутором с названием Ветду. В ноябре 1940 года село Вулканешты стало районным центром. В 1965 году — село получило статус посёлка городского типа, а с 1995 года — статус города. С 23.12.1993 года город Вулканешты переименован в Вулкэнешть, входит в состав АТО (автономное территориальное образование) Гагаузия.
С Вулкэнешть связано одно из знаменательных событий в истории молдавского народа, датированное 1574 годом. В тот год господарь Молдавского княжества Иоан Водэ Лютый сделал попытку сбросить ярмо оттоманской Порты. У озера Кагул между войсками господаря, поддержанными казаками, и турецко-татарскими ордами произошла битва, получившая название Кагульской. Одна за другой атаки турок терпели крах. И только из-за случайности — прошёл проливной дождь, отсырел порох и артиллерия вышла из строя — обороняющимся пришлось отступить в укреплённый лагерь. Но, несмотря на нехватку воды, продовольствия и боеприпасов молдаване и казаки продолжали мужественно сражаться с врагом. Иоанн-Водэ Лютый решил сдаться только после того, как турки обещали сохранить его воинам жизнь и свободу, а самого невредимым доставить в Порту. Но слово своё они не сдержали и коварно убили господаря. Иоан Водэ Лютый был обезглавлен, тело его привязали к четырём верблюдам и разорвали на части. Край ещё долгие-долгие годы продолжал оставаться под османским игом.
Грандиозное историческое событие земли Вулканешты — это историческая Кагульская битва 1770 года, вошедшая в историю России как «Священная» воспетая А. С. Пушкиным — «Чугун Кагульский — ты священ». Произошло сражение 21 июля 1770 года на реке Кагул недалеко от Вулканешт. Русские воины под командованием П. Румянцева одержали победу над многократно превосходящими их по численности войсками турок и татар. В этой битве отличился герой Отечественной войны 1812 года М.Кутузов. Также в этой битве отличился граф С. Р. Воронцов, который в критический момент боя провёл свой батальон ложбиной и неожиданно открыл сильный огонь, введя в замешательство турок. Этим воспользовались гренадеры и штурмом взяли левую часть укреплений. Успех этой операции во многом решил исход Кагульской битвы.
До сегодняшних дней символом города является памятник Кагульской битвы, воздвигнутый в 1848 году. Над Буджакской степью высится монумент — символ победы — почти 22-метровая колонна на пьедестале, увенчанная капителью с чугунным крестом и полумесяцем. На северной стороне пьедестала стоит графский герб Румянцевых, а под ним текст: «1770 года июля 21-го дня граф Пётр Александрович Румянцев на сем месте с семнадцатью тысяч русских воинов разбил 150-тысячную армию турецкую под начальством верховного визиря Халил-паши». Примерно в полукилометре от колонны можно увидеть ещё один памятник, воздвигнутый графом М. С. Воронцовым в честь своего отца С. Р. Воронцова, отмеченного П. А. Румянцевым в донесении Екатерине II.
Согласно Бухарестскому мирному договору в 1812 году село Вулканешты в составе Бессарабии стало частью Российской Империи. После её распада Сфатул Цэрий в 1917 году провозглашает об образовании Молдавской Демократической Республики.
После Октябрьской революции 1917 года 21 ноября начал свою деятельность «Сфатул Цэрий», который 2 декабря провозгласил создание Молдавской Демократической Республики. 27 марта 1918 года Сфатул Цэрий проголосовал за присоединение Бессарабии к Румынии и Вулканешты вошли в её состав.
Однако уже в 1918 году эти земли были заняты румынскими войсками, и село Вулканешты вошло в состав Королевства Румыния. 28 июня 1940 года в Бессарабию были введены части Красной Армии, после чего на её территории была образована Молдавская ССР в составе СССР.

## Экономика
В 8 км от Вулкэнешть располагается свободная экономическая зона, которую образуют две подзоны: одна площадью 78 га и другая, ныне активно развивающаяся, площадью 44 га. СЭЗ была создана на основании Закона № 1527-XIII от 19.02.1998 "О зоне свободного предпринимательства «Производственный парк „Валканеш“» на срок 25 лет. В СЭЗ зарегистрировано 20 резидентов: 6 из которых — молдавские предприятия, а 14 созданы в сотрудничестве с инвесторами из пяти стран: Украины, России, Египта, Швейцарии и Румынии.
Промышленная деятельность осуществляется только в первой подзоне, которая в соответствии с требованиями закона полностью огорожена. Основными направлениями деятельности фирм-резидентов являются: производство сети из стекловолокна, производство вин, пошив одежды, сортировка, упаковка и маркировка и другие операции с товарами, оптовая торговля.
С начала работы производственного парка в него было вложено более 10 млн долларов. Крупнейшим резидентом СЭЗ является предприятие «Terra impex», которое построило фабрику по производству сети из стекловолокна, осуществляющий весь производственный цикл. Мощность фабрики — 30 млн м2 в год.
Аграрный сектор города представлен виноградарскими, садоводческими и животноводческими предприятиями. К числу ведущих экономических агентов относятся ООО «Agro-Gigant» и ООО «Nezetli-Iuzium».
Расширяются экономические, культурные связи города с городами Белоруссии, Молдавии, России, Турции, Румынии. Через территорию города проходит международная автодорога Кишинев-Джурджулешты-Галац. Имеется железнодорожный узел ж/д станции Вулканешты, связывающий Вулканешты с Кишинёвом, Румынией, Украиной. С другими населёнными пунктами город связан посредством автобусов, железной дорогой.

## Инфраструктура
В городе 4675 домов и квартир, из них 955 подключены к централизованной сети водоснабжения и канализации. Остальные дома питаются от 73 общественных колодцев. Город газифицирован на 95 %.

## Достопримечательности
Памятник Кагульской битвы.
Памятник Кагульской битвы (Колонна Славы на Кагульском поле) — монумент в городе Вулканешты в Гагаузии, на юге современной Молдавии.
Воздвигнут в 1849 году по проекту Ф. К. Боффо на месте победы русской армии в битве при Кагуле 1770 года — одном из главных сражений русско-турецкой войны 1768—1774.
Памятник сооружался в течение 1844—1848 гг. и был открыт 13 сентября 1849 года на поле Кагульской битвы, в городе Вулканешты и реки Кагул.
Идею сооружения памятника предложил генерал-губернатор Новороссии и наместник Бессарабии граф М. С. Воронцов.
Памятник расположен на высоком холме, где во время битвы располагалась ставка главнокомандующего турецкой армией Халиль-бея.
В советское время памятник утратил некоторые элементы: с надписи на чугунной плите исчезла строка с упоминанием императора Николая I; венчавший колонну православный крест над лежащим полумесяцем практически обвалился.
В 1956 году памятник был отреставрирован,  восстановлен крест над полумесяцем.

В 1990-е годы памятник был осквернен надписями скандального характера и получил отметину от прямого попадания из гранатомета во время молдавско-гагаузского межэтнического конфликта. Многочисленные локальные повреждения и деформации колонны и стилобата создавали серьёзную опасность разрушения.
18 апреля 2010 г. Памятник был обстрелян неизвестными лицами из огнестрельного автоматического оружия. Правоохранительные органы в отношении данного преступления никаких действий не предприняли, что вызвало возмущение общественности города Вулканешты.
Описание
Автор памятника — известный архитектор первой половины XIX века Ф. К. Боффо, работавший в Одессе и Новороссии.
Монумент представляет собой огромную колонну дорического ордера из известняка высотой около 25 метров, установленную на 5-метровом пьедестале с пирамидальным завершением. Колонну увенчивает чугунная капитель с православным крестом над опрокинутым полумесяцем.
На северной стороне пьедестала — изображение фамильного герба Румянцевых с девизом «Non Solum armis» («Не только оружием»). Под гербом — чугунная плита с надписью:
«Памятник сей незабвенной битвы, в которой пали навсегда свирепые янычары, несколько столетий стращавшие Европу, Азию и Африку поставлен по велению Николая Императора Самодержца всея России при Новороссийском и Бессарабском генерал-губернаторе графе Воронцове, и при Бессарабском военном губернаторе Федорове».
На южной стороне пьедестала установлен фамильный герб Воронцовых с девизом Semper immota fides – Верность всегда непоколебимая. Надпись на плите под гербом гласит:
«1770 год июля 21 дня граф Пётр Александрович Румянцев на сем месте с семнадцатью тысяч русских воинов разбил 150 — тысячную армию турецкую под начальством верховного визиря Халил — паши».
Православная церковь «Покров Пресвятой Владычицы нашей Богородицы Марии».

## Транспорт
Город связан с другими населенными пунктами посредством железной дороги и автомобильной дороги, проходящей через город.
Общая протяженность дорог в населенном пункте составляет 64 км, из них 35,8 км — дороги с твердым покрытием.